# Neuenbuch
Neuenbuch ist ein Gemeindeteil der Stadt Stadtprozelten im unterfränkischen Landkreis Miltenberg in Bayern und eine Gemarkung.

## Geographie
Das Kirchdorf Neuenbuch liegt auf etwa 263 m ü. NHN im Süden des Spessarts an der Kreisstraße MIL 37. Durch den Ort fließt der Neuenbuchergraben, der zwischen Faulbach und Stadtprozelten in den Main mündet.
Die Gemarkung Neuenbuch liegt vollständig auf dem Stadtgebiet von Stadtprozelten. Auf der etwa 471 Hektar großen Gemarkung liegen die Stadtprozelten Gemeindeteile Hofthiergarten und Neuenbuch. Ihre Nachbargemarkungen im Uhrzeigersinn, beginnend im Norden sind Unteraltenbuch, Hoher Berg, Stadtprozelten und Wildensee.

## Geschichte
Neuenbuch war bis zu dessen Auflösung eine Gemeinde im Landkreis Marktheidenfeld, ab dem 1. Juli 1972 gehört Neuenbuch zum Landkreis Miltenberg. Die Gemeinde mit ihren beiden Gemeindeteilen Hofthiergarten und Neuenbuch wurde zum 1. Juli 1977 nach Stadtprozelten eingemeindet.

## Religion
Neuenbuch ist katholisch geprägt. Die Filiale (Pfarrei Mariä Himmelfahrt Stadtprozelten) St. Judas Thaddäus (Pfarreiengemeinschaft St. Nikolaus Süd-Spessart, Dorfprozelten) gehört zum Dekanat Miltenberg.